# Medve (kovácsolás)

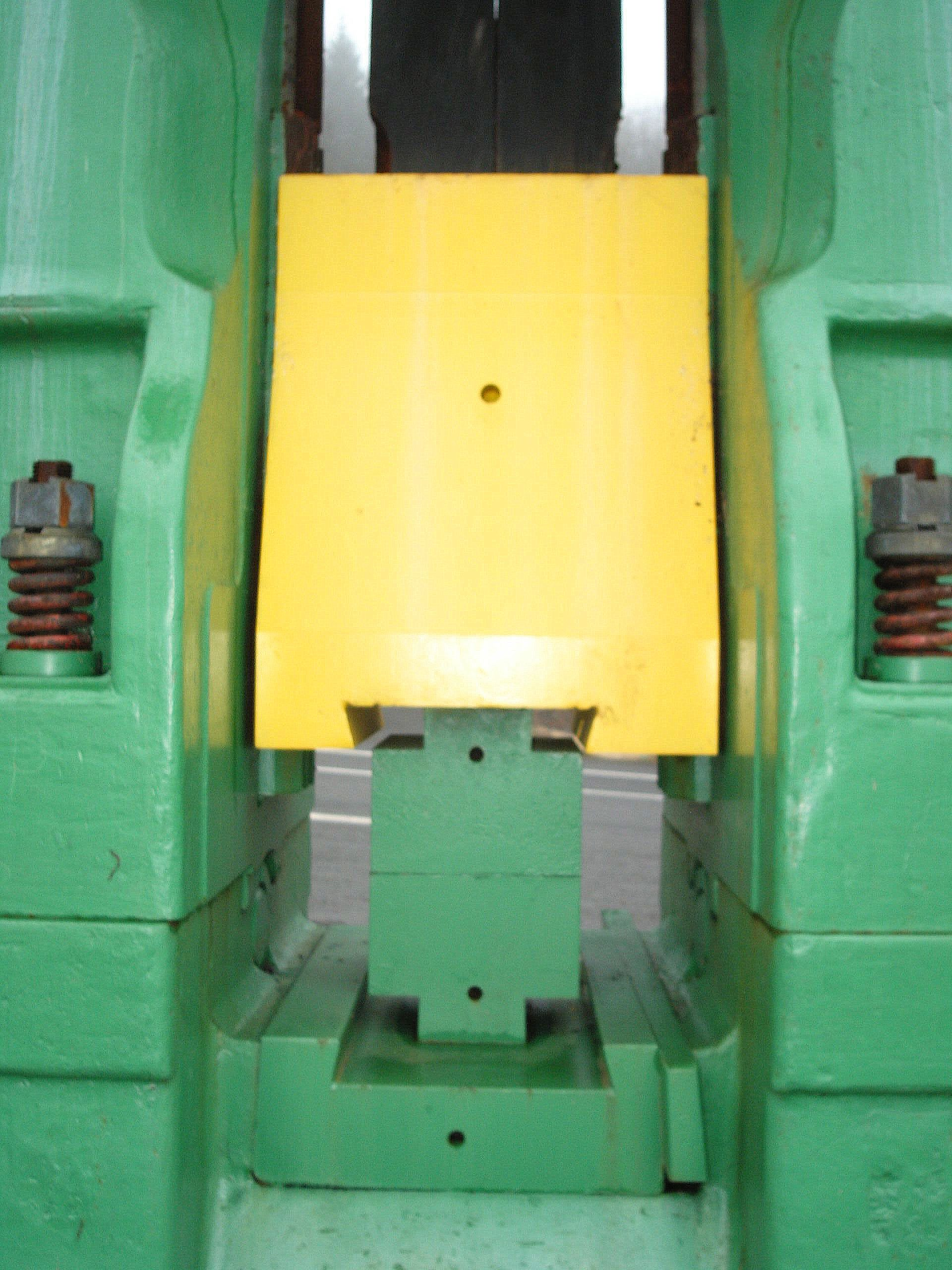
Léces ejtőkalapács medvéje (a medve és a tőke közé tett szerszámok nem erre a kalapácsra valók!)

A medve a kovácsolás gépeinek, a gépi kalapácsoknak az alkatrésze. Feladata a kovácsdarab alakításához szükséges ütési energia biztosítása. A medve az ütési energiát kétféle módon biztosíthatja:
- a medvét felemelik adott magasságra, és a medve szabadeséssel leesik (ejtőkalapácsok):
  - hevederes ejtőkalapács,
  - léces ejtőkalapács,
  - láncos ejtőkalapács,
  - gőz-ejtőkalapács.
- a medvét felemelik, de a lefelé haladó medve gyorsulását valamilyen módon fokozzák:
  - rugós kalapács,
  - légpárnás kalapács,
  - gőz-légkalapácsok.

A medve mozgási energiája:
{\displaystyle W={\frac {m\cdot v^{2}}{2}}},
ahol m a medve tömege, v a beütési sebessége.
A medve vég- (beütési) sebessége:
{\displaystyle v={\sqrt {2\cdot a\cdot H}}},
ahol a a gyorsulás, H a medve emelési magassága.
A medve mozgási energiája fedezi a hasznos alakváltozási munkát (alakítja a kovácsdarabot), de a munka egy része az elkerülhetetlen kovácsolási veszteségekre fordítódik. Ebből adódik a kovácsolás hatásfoka: a hasznos munka és a medve mozgási energiájának hányadosa. A kalapácsok tervezésének sarkalatos pontja a mennél jobb kovácsolási hatásfok elérése. A medvék alkalmazásából adódóan a kalapácsok munka jellegű alakító gépek, mert az elérhető alakváltozás (magasságcsökkenés, Δh) a medve munkavégző képességétől függ.
A medvék anyaga általában kovácsolt vagy öntött acél, felső részén az emelőmű, alsó részén a szerszám rögzítésére szolgáló fecskefarok van kiképezve, két oldalán (ritkán egyéb helyeken) pedig a medve vezetését szolgáló elemek helyezkednek el.